# Contralmirante Villar (tỉnh)
Tỉnh Contralmirante Villar (tiếng Tây Ban Nha: Provincia de Contralmirante Villar) là một tỉnh thuộc vùng Tumbes của Peru. Tỉnh Contralmirante Villar có diện tích 2123 km², dân số thời điểm theo điều tra dân số ngày 11 tháng 7 năm 1993 là 13361 người. Tỉnh lỵ đóng ở Zorritos.